# Verein für Internationale Jugendarbeit
Der Verein für Internationale Jugendarbeit (ViJ) – Bundesverein e. V. – zählt als Fachverband zu den Mitgliedern im Diakonischen Werk der Evangelischen Kirche in Deutschland (EKD). Bei diesen Fachverbänden handelt es sich um Zusammenschlüsse, die auf bestimmten diakonischen Feldern tätig sind und deren Arbeitsbereich über den einer Landeskirche hinausgeht. Entsprechend seinem Tätigkeitsfeld gehört der vij-Bundesverein zur Fachgruppe II der gemeinde- und integrationsorientierten Fachverbände.
Der ViJ besteht aus Landesvereinen, denen Ortsvereine und Ortsgruppen angehören. Die Namensgebung und die geografische Zugehörigkeit der Landesvereine entsprechen den evangelischen Landeskirchen. Als Dachorganisation fungiert der Bundesverein mit Sitz in Nürnberg. Er unterhält eine Bundesgeschäftsstelle für Service, Koordination der ViJ-Vereine und Öffentlichkeitsarbeit.
Als evangelischer Frauenverein trägt der ViJ den Namenszusatz „Arbeitsgemeinschaft Christlicher Frauen“. Gegründet von Frauen für Frauen und mit einer internationalen Ausrichtung sind die Vereine auf den Gebieten Jugendhilfe, internationale Jugendsozialarbeit, Migration, interkulturelles Lernen und Prävention von Menschenhandel tätig. Wie in den Satzungen verankert, fördert der ViJ berufstätige und auszubildende junge Menschen im In- und Ausland und gewährt ihnen Beistand und Hilfe. Seit der Gründung Ende des 19. Jahrhunderts ist der Schutz junger Frauen vor sexueller und wirtschaftlicher Ausbeutung eine zentrale Aufgabe der Vereine.

## Arbeitsschwerpunkte
Zur Vermittlung und Begleitung ausländischer Au-pairs in deutsche Gastfamilien und deutscher Au-pairs ins Ausland verfügt der ViJ über ein Netz von Vermittlungsstellen und Au-pair-Clubs in Deutschland. Der Bundesverein unterhält eine Außenstelle in Paris. Darüber hinaus arbeitet der ViJ international und kooperiert mit kirchlichen Partnern und Nichtregierungsorganisationen im Ausland.
Der ViJ betreibt drei internationale Wohnheime für junge Menschen in Nürnberg, München und Stuttgart und ein Studentinnenwohnheim in Nürnberg. Sozialtherapeutische Wohnformen für junge Frauen mit Wohngruppen, individuell betreutem und begleitetem Wohnen gibt es in München.
Das Fraueninformationszentrum FIZ in Stuttgart und die Fachberatungsstellen JADWIGA in München und Nürnberg setzen sich für die Rechte von Heiratsmigrantinnen sowie von Opfern von Menschenhandel und Zwangsprostitution ein. Sie bieten umfassende Unterstützung und Hilfen für die Betroffenen in Krisensituationen.
Integrationshilfen für Migrantinnen und ihre Kinder, Schulprojekte sowie Erholungsmaßnahmen für Tschernobyl-Kinder ergänzen das Angebot der ViJ-Vereine.
In Württemberg wird die kirchliche Bahnhofsmission vom ViJ-Landesverein Württemberg gemeinsam mit dem Katholischen Verband für Mädchen- und Frauensozialarbeit (IN VIA) geführt. In den übrigen Bundesländern sind die Bahnhofsmissionen in anderer Trägerschaft.

## Geschichte
Im ausgehenden 19. Jahrhundert strömten, bedingt durch Industrialisierung und Landflucht, junge Frauen in Scharen in die Städte: Dienstmädchen, Gouvernanten, Verkäuferinnen und Fabrikarbeiterinnen, die im Ausland ihr Auskommen suchten und dort wirtschaftlicher und sexueller Ausbeutung ausgesetzt waren. Die rechtspolitische Lage für Frauen war am Ende des 19. Jahrhunderts katastrophal.
Daher gründeten 1877 in Genf auf dem Kongress zur Bekämpfung von Prostitution und Mädchenhandel 32 Frauen aus sieben Ländern die „Union Internationale des Amies de la jeune Fille“ (Internationaler Verein der Freundinnen junger Mädchen). Die „Freundinnen“ aus Belgien, Dänemark, Deutschland, England, Frankreich, Niederlande und der Schweiz suchten in Flugblättern Mitstreiterinnen.
Bereits 15 Jahre nach der Gründung setzten sich weltweit 6000 und in Deutschland etwa 3000 Frauen als „Freundinnen“ auf christlich-protestantischer Grundlage für den Verein ein. 1914 waren dem Verband 16536 Frauen in fünf Erdteilen und 52 Ländern beigetreten. Ein siebenzackiger Stern im Schild des Heiligen Michael, der die Nationalitäten der Gründerinnen repräsentiert und die Buchstaben A und F für „Amie“ (Freundin) und „Fille“ (Mädchen) wurde zum Erkennungszeichen der „Freundinnen“.
Der Verein lenkte seine Arbeit von Neuchâtel in der Schweiz aus. 1884 kam der erste „Ratgeber“ heraus, ein Handbuch mit den internationalen Freundinnenadressen, einem Verzeichnis der Lokalvereine und Nationalbüros im In- und Ausland, der Auflistung von Herbergen, Stellenvermittlungen und Sonntagsvereinen und Vorschlägen zur Freizeitgestaltung. Ausreisende konnten sich über Landesgrenzen hinweg informieren, ihren Aufenthalt besser planen und Gefahren minimieren.
Im Jahr 1882 gründeten die deutschen Freundinnen ein nationales Büro. Überall entstanden Landes-, Provinzial- und Lokalvereine. Die deutsche Kaiserin Auguste Viktoria übernahm die Schirmherrschaft. Auch die Vereinsleitung rekrutierte sich meist aus adligen Kreisen. Der deutsche Freundinnenverein erreichte schnell den höchsten Mitgliederstand des Gesamtverbandes.
Leicht zu erkennen am Freundinnenabzeichen auf der Armbinde begannen die „Freundinnen“ ihre praktische Arbeit auf den Bahnhöfen mit einem „Abholdienst“ und initiierten damit die Gründung der Deutschen Bahnhofsmission. Schnell ergab sich die Notwendigkeit, in eigenen Wohnheimen Unterkünfte zu schaffen. Bis zum Zweiten Weltkrieg entstanden 54 Heime in ganz Deutschland, die den Namen „Heimat für Mädchen“ tragen. Daneben schufen die „Freundinnen“ ein effizientes Stellenvermittlungssystem, das, wie der Jahresbericht des Frankfurter Ortsvereins von 1908 bis 1909 beweist, sehr erfolgreich war. Die Fürsorge der Vereinsfrauen erstreckte sich auch auf die im Post- und Eisenbahndienst tätigen Frauen. Außerdem beteiligte sich der Verein an der „Kellnerinnen- und Bädermission“. Hier kümmerten sich die „Freundinnen“ um scheinbar sittlich besonders bedrohte Frauen im Gaststättengewerbe und um Verkäuferinnen und Zimmermädchen, die in Bädern und Luftkurorten angestellt waren.
Während des Ersten Weltkriegs nahmen die „Freundinnen“ Verletzte oder heimatlos gewordene Menschen in ihren Wohnheimen auf und betreuten Mädchen, die im Kriegseinsatz standen. Durch ihre internationalen Kontakte vermittelten sie Nachrichten über Familienangehörige im Ausland. 1920 erhielten die „Freundinnen“ durch das Reichsministerium die Genehmigung zur Auslandsstellenvermittlung. Sie gründeten Beratungsstellen für Auswanderer. In Deutschland standen in den folgenden Jahren die Unterbringung von Arbeitslosen und die vielen Fürsorgefälle im Mittelpunkt der Arbeit. Bedingt durch Weltwirtschaftskrise und Inflation geriet der Verein in finanzielle Not, aber die Schweizer „Freundinnen“ halfen ihm aus der Krise.
Die Internationalität, die sich noch im Ersten Weltkrieg als vorteilhaft erwies, wurde dem Verein während der Herrschaft des Nationalsozialismus zum Verhängnis. 1934 verbot das Nazi-Regime die Arbeit der Vermittlungsstellen und beschlagnahmte das wertvolle Adressmaterial. 1940 wurde die Auflösung des Vereins angeordnet und der Besitz liquidiert. Von den 54 Heimen des Vereins gingen 51 Heime durch den Krieg verloren. Bereits 1946 traf sich die Vereinsleitung im unversehrt gebliebenen Heim in Frankfurt am Main und begann mit Unterstützung des Zentralbüros in Neuchâtel mit dem Wiederaufbau. Nach 1945 vermittelten die „Freundinnen“ Haushaltsstellen vor allem in England, Frankreich und der Schweiz. Das Interesse der Jugend am europäischen Ausland und der Wunsch Fremdsprachen zu erlernen, führte zu einem neuen Tätigkeitsfeld. 1956 erteilte die Bundesanstalt für Arbeit dem Verein den Auftrag zur Vermittlung von Au-pairs ins Ausland, der im Jahr 1962 durch den Auftrag zur Vermittlung von Au-pairs ins Inland erweitert wurde. Seit 1970 lautete der Vereinsname „Verein für Internationale Jugendarbeit e. V. – Arbeitsgemeinschaft Christlicher Frauen“.

## Mitgliedschaften
Der „Verein für Internationale Jugendarbeit e. V. – Arbeitsgemeinschaft Christlicher Frauen, Bundesverein e. V.“ ist Mitglied der Evangelischen Frauen in Deutschland e. V. (EFiD) und hat einen Sitz im Deutschen Frauenrat. Er ist Mitglied der Bundesarbeitsgemeinschaft Evangelische Jugendsozialarbeit (BAG EJSA), der Gütegemeinschaft Au pair e. V. (GAP) und des Weltbundes Christlicher Verbände junger Frauen e. V. (YWCA).